# 평창동
평창동(平倉洞)은 서울특별시 종로구에 속하는 동이다. 평창동을 기준으로 서쪽은 구기동, 신영동, 남쪽은 부암동, 삼청동, 동쪽은 성북구, 정릉동과 접하고 있고, 북쪽에는 북한산, 그 너머에는 경기도 고양시가 있다.

## 지명의 유래
평창동은 조선시대에 이곳에 선혜청의 창고, 평창(平倉)이 있었던 것으로부터 지금의 동명이 유래되었다. 이름이 같은 강원도 평창군은 고려시대부터 있어 온 지명으로 관계가 없다.

## 역사
본디 율목동(栗木洞), 신창(新倉), 월계동(月溪洞), 평창굴장안의 토착마을이 있었다. 율목동은 밤나무가 많이 심어져 있어 밤의 수확이 많은 동이므로 밤나무골이라 했던 것을 한자로 옮긴 것이다. 평창은 센창이라고도 하며 156번지 일대를 일컫는다. 평창굴은 330번지 일대인데 총융청의 평창이 있어서 붙여졌으며 당초에는 한양굴이라 하였다. 월계동은 월계정(月桂亭)이 있었기 때문에 동네 이름이 붙여진 것이라고 하는데 월계수로 만든 정자가 있기 때문에 월계동(月桂洞)이라 하던 것이 월계동(月溪洞)으로 바뀌었다. 186 ∼ 187번지 일대는 장안이라 하여 평창동 중에서도 가장 큰 토착부락이었다. 도읍을 가리키는 말을 장안이라 한 것과 일맥상통한다. 이 일대는 한 때 유원지로서 서울 시민들의 휴식처가 되었던 곳이다.
조선 고종 때 편찬된 《육전조례》에는 평창동이 한성부 상평방(常平坊)내의 선헤청계에 속하였다. 조선 후기 서울 북쪽의 방어를 위한 총융청의 군량창고가 있던 평창터가 있다.
일제강점기, 1914년 4월 1일 경성부제 실시에 따라 평창동은 율목동, 월계동과 함께 경기도 고양군 은평면 평창리가 되었다.
해방 이후, 서울에 편입되지 못하다가 1949년 8월 13일 경기도 은평면 평창리를 서울특별시 서대문구로 편입돼서, 같은 해 8월 14일 서대문구에 은평출장소를 설치하여 관할 하에 있게 되었다. 1950년 3월 15일, 평창리가 현재의 지명인 평창동으로 바뀌게 되었다.
- 1955년 4월 18일, 행정동제가 실시될 때 구기동과 평창도의 첫글자를 따서 구평동(舊平洞)이 됨.
- 1970년 5월 18일, 평창동사무소가 설치되어 구기동과 평창동을 관할함.
- 1975년 10월 1일, 구관할구역의 변경이 있을 때 서대문구에서 종로구 평창동으로 변경되어 현재에 이르게 됨.[2]

## 지형
종로구의 북쪽 끝에 해당되는 평창동은 전체 면적의 65% 이상이 개발제한구역으로 되어 있는 동으로 북한산 줄기가 뻗어 내린 관계로 평지보다는 계곡과 산이 많다. 평창동의 북쪽지방은 표고 200 ~ 714m의 비교적 높은 산지이며 동쪽과 남쪽 사이 급경사의 산지로 형성되어 있다.

## 교통
- 서로 평창문화로가 가로지르며, 평창동 동쪽으로 북악터널을 통해 정릉동과 이어진다.
- 평창동의 시내버스 정거장은 갑을씨티텔 앞, 화정박물관, 하나은행 평창동지점, 평창동 국민은행, 평창동주민센터. 서울예술고등학교, 벽산평창힐스아파트, 일성아파트, 롯데삼성아파트가 있고 시내버스 1020, 1711, 7211, 110, 153가 다닌다.
- 마을버스는 종로06, 13이 있고 13번은 평창동, 구기동, 홍지동 왕복하고 06번은 평창동 내를 왕복한다.
- 동 내의 지하철역은 있지 않다.(2018년 기준)

## 문화재
- 서울 평창동 보현산신각(平倉洞 普賢山神閣, 서울특별시 민속자료 제3호)
- 서울 평창동 박종화 가옥(국가등록문화재 제 89호)

## 주요 시설
- 관공서 : 평창파출소, 평창동주민센터
- 학교 : 서울예술고등학교
- 문화시설
  - 평창동 새마을문고

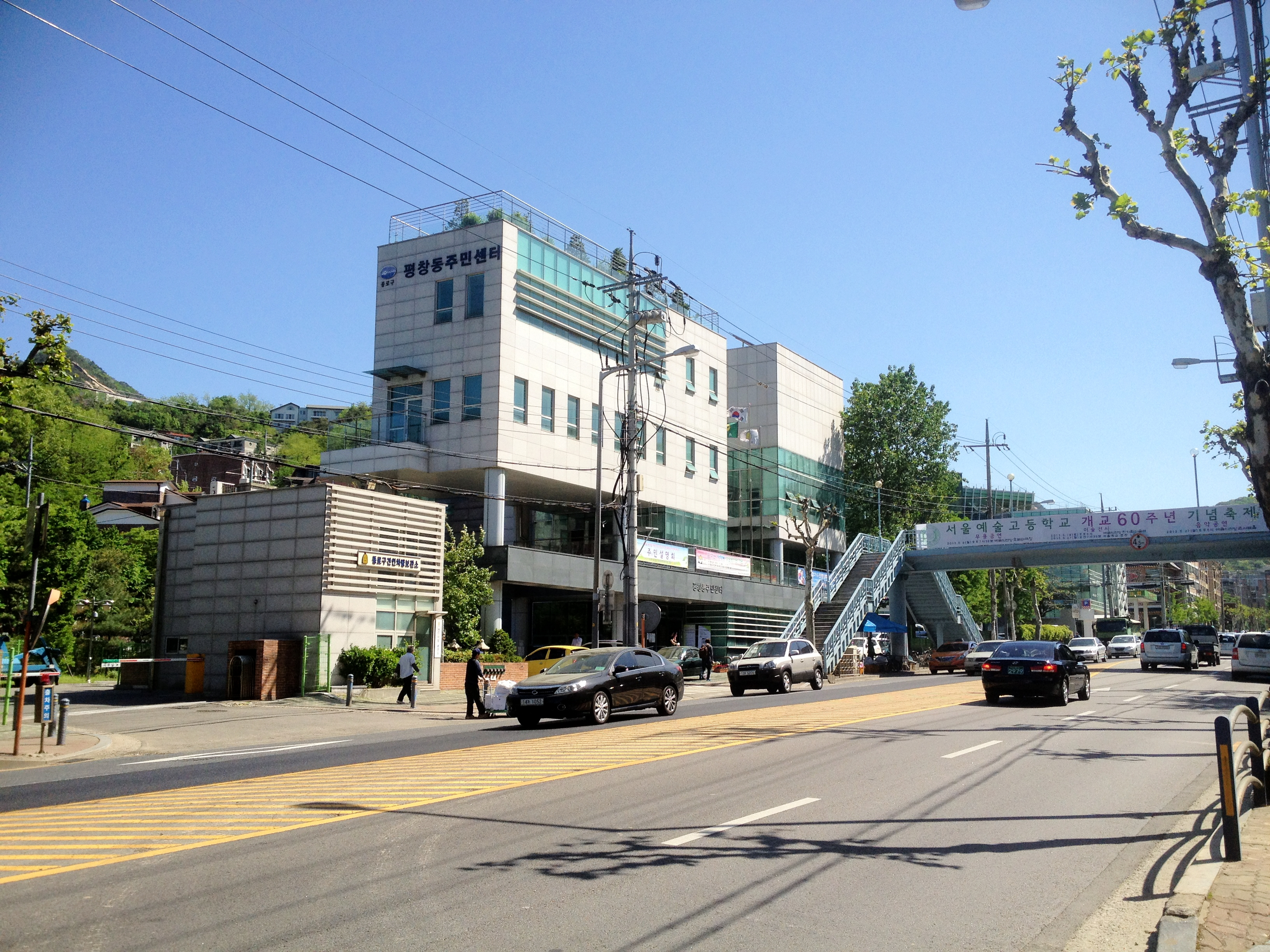
평창동 주민센터

  - 미술관 및 갤러리 : 가나아트센터, 갤러리세줄, 가인갤러리, 디방, 토탈미술관, 김종영미술관, 키미아트

## 문화
북한산 기슭에 많은 고급 주택들과 갤러리, 카페가 있는 주택가다. 근래에 동내에 북한산 둘레길이 만들어져 외부 사람들도 많이 방문한다. 드라마 및 영화, CF의 배경 및 촬영 장소로 애용되고 있다. SBS에서 방영한 드라마 시크릿 가든, 49일, 자이언트, 내게 거짓말을 해봐와 MBC에서 방영한 지붕 뚫고 하이킥, 커피프린스 1호점, 개와 늑대의 시간 등의 촬영장소이다.

## 사진

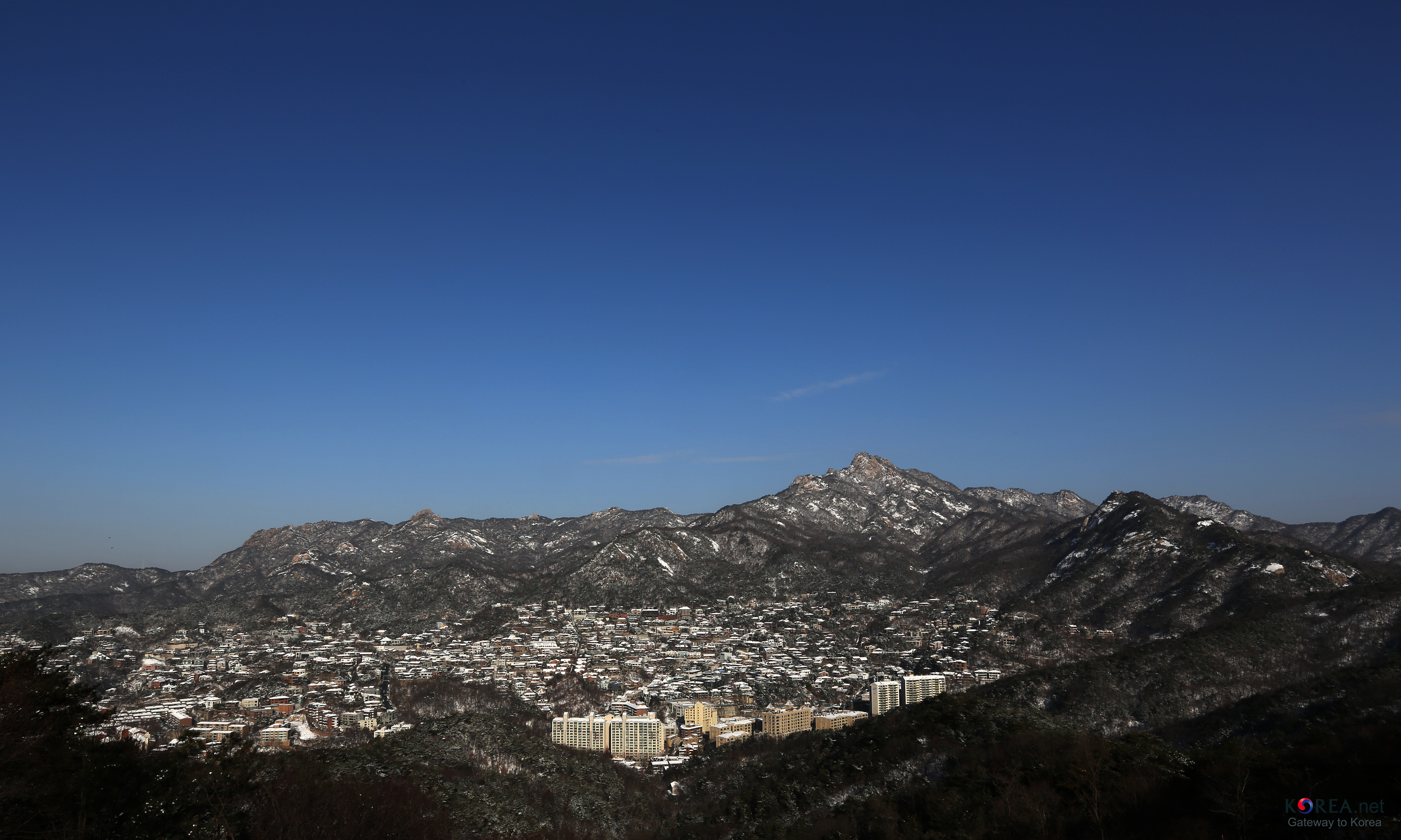
눈 내린 평창동 전경

## 같이 보기
- 대한민국의 행정 구역